# Ère Jingo-keiun
L'ère Jingo-keiun (神護景雲) est une des ères du Japon (年号, nengō,, lit. « nom de l'année ») après l'ère Tenpyō-jingo et avant l'ère Hōki. Cette ère couvre la période allant du mois d'août 767 au mois d'octobre 770. L'impératrice régnante est Shōtoku (称徳天皇). C'est la même femme qui a précédemment régné sous le nom d'impératrice Kōken (孝謙天皇).

## Changement d'ère
- 767 Jingo-keiun gannen (神護景雲元年?) : Le nom de la nouvelle ère est créé pour marquer un événement ou une suite d'événements. L'ère précédente se termine quand la nouvelle commence, en Tenpyō-jingo 3, le 18e jour du 8e mois de 767[3].

## Événements de l'ère Jingo-keiun
- 8 septembre 669 (Jingo-keiun 3, 4e jour du 8e mois) : Durant la 5e année du règne de l'empereur Shōtoku (称徳天皇5年), l'impératrice meurt après avoir désigné son conseiller principal le prince Shirakabe comme héritier[4].
- 770 (Jingo-keiun 3, 4e jour du 8e mois) : La succession (senso) est reçue par un petit-fils âgé de 62 ans de l'empereur Tenji[5].
- 770 (Jingo-keiun 3,1re jour du 10e mois) : Accession de l'empereur Kōnin au trône (sokui) par une cérémonie formelle. Le nengō est changé en Hōki le même jour[6].

Le Jingō-kaihō' est une pièce de cuivre émise de 765 à 796. Son diamètre est d'environ 23 mm et son poids entre 3,4 et 4,5 g.
| Jingo-keiun | 1re | 2e  | 3e  | 4e  |
| Grégorien   | 767 | 768 | 769 | 770 |